# 2e division de fusiliers (2e formation)
Pour les articles homonymes, voir 2e division.
La 2e division de fusiliers (russe : 2-я стрелковая дивизия) est une division d'infanterie de l'Armée rouge pendant la Seconde Guerre mondiale.
Créée sous le nom de 2e division de fusiliers de la milice populaire de Moscou (2-я Московская стрелковая дивизия народного ополчения), elle est détruite en octobre 1941 dans la poche de Viazma au début de la bataille de Moscou.

## Historique

### Division de la milice populaire
La 2e division de milice populaire de Moscou est formée début juillet 1941 dans le raïon Stalinski (ru) à Moscou. Son ordre de bataille est le suivant :
- 4e régiment de fusiliers de la milice populaire,
- 5e régiment de fusiliers de la milice populaire,
- 6e régiment de fusiliers de la milice populaire,
- 2e régiment de fusiliers de réserve de la milice populaire,
- Divizion d'artillerie (canons de 76 mm de fabrication française[3]),
- Divizion d'artillerie (canons de 45 mm),
- Divizion d'artillerie (canons de 152 mm),
- Compagnie cycliste de reconnaissance,
- Bataillon de sapeurs,
- Compagnie de transmissions,
- Bataillon médico-sanitaire,
- Compagnie de transport.

La division est affectée à la 32e armée, armée placée dans la réserve de la Stavka et positionnée vers Mojaïsk. Fin juillet, la division rejoint la rivière Viazma.
À partir d'août, la division est réorganisée selon le tableau d'effectifs et de dotation d'une division de fusiliers classiques. Ses unités sont officiellement renommées le 1er septembre :
- 1282e régiment de fusiliers,
- 1284e régiment de fusiliers,
- 1286e régiment de fusiliers,
- 970e régiment d'artillerie,
- 694e divizion d'artillerie antiaérienne,
- 469e compagnie de reconnaissance,
- 858e bataillon de transmissions,
- 492e bataillon médico-sanitaire,
- 331e compagnie de lutte chimique,
- 328e compagnie de transport automobile,
- 261e boulangerie de campagne.

Le 1er septembre, la division relève la 133e division de fusiliers au croisement du Dniepr avec l'autoroute de Minsk et la ligne de chemin de fer (en), secteur où elle renforce ses défenses.

### Transformation en division de fusiliers
La 2e division est renommée 2e division de fusiliers (2e formation) le 26 septembre. La division conserve l'organisation adoptée au début du mois, mais le bataillon médico-sanitaire est renuméroté 192e.
Le 1er octobre, la division compte 11 320 soldats, 6 419 fusils, 1 818 mitraillettes, 197 mitrailleuses lourdes, 161 mitrailleuses légères, 58 canons dont 22 de 45 mm, six mortiers de 120 mm, dix-huit de 82 mm et vingt-sept de 50 mm, 2 770 chevaux, 321 véhicules automobiles et douze tracteurs.

### Encerclement et destruction
La 32e armée fait partie du deuxième échelon des forces défendant Moscou mais est néanmoins, après le déclenchement de l'opération Typhon, piégée le 7 octobre dans la poche formée juste à l'ouest de Viazma. La 2e division bloque jusqu'au 8 octobre les tentatives des avant-gardes allemandes de traverser le Dniepr. Mais la puissante ligne de défense soviétique a été tournée par l'encerclement et la division se replie par échelons au matin du 9, pour continuer à défendre le retrait de la 19e armée vers la rivière Viazma. Le 11, lorsque la 19e armée tente de percer l'encerclement, la 2e division, renforcée par les fantômes de trois brigades de chars, doit progresser d'Orlianka (ru) vers Ivaniki (ru). L'attaque soviétique ne parvient pas à percer le front allemand mais quelques centaines d'hommes de la division parviennent à quitter la poche. Le reste de la division essaie de s'échapper vers le sud le lendemain, en suivant un itinéraire passant par Stroukovo (ru) puis Tcheptchougovo (ru). Considérée comme détruite à l'issue de cette bataille la division n'est officiellement dissoute que le 27 décembre.

## Commandants
La division a eu deux commandants :
- du 2 juillet au 15 novembre 1941: général-major Vladimir Vachkevitch (ru),
- du 16 novembre 1941 au 23 novembre 1941 : colonel Dimitri Loukianov (en).